# Nomentum
Nomentum est une cité antique du Latium vetus, à l'emplacement du lieu-dit Casali de l'actuelle commune de Mentana, à une vingtaine de kilomètres au nord-est du centre de Rome, à laquelle elle est reliée par la Via Nomentana partant de la Porta Nomentana.

## Géographie
La cité se situe à 23 km au nord-est de Rome sur la Via Nomentana,.

## Histoire

### Royauté romaine
Nomentum se situe dans une « zone tampon » le Latium vetus et la Sabine. Les auteurs antiques attribuent d'ailleurs cette cité soit aux Latins, soit aux Sabins. Denys d'Halicarnasse, mentionne que la cité est à l'origine une colonie d'Albe-la-Longue, donc une cité latine en territoire sabin. Pline l'Ancien lui la présente comme une ville d'origine sabine au cours VIIIe-VIIe siècle av. J.-C., période où les Sabins étendent leur domination sur différentes localités de la vallée du Tibre.
Elle fait partie des cités qui se rebellent contre les Romains après la mort d'Ancus Marcius, cependant, Nomentum se rend à l'armée romaine dirigée par Tarquin l'Ancien, lorsqu'il arrive sous ses murs, après avoir vaincu la cité d'Apiolae lors d'une bataille.

### République et empire romain

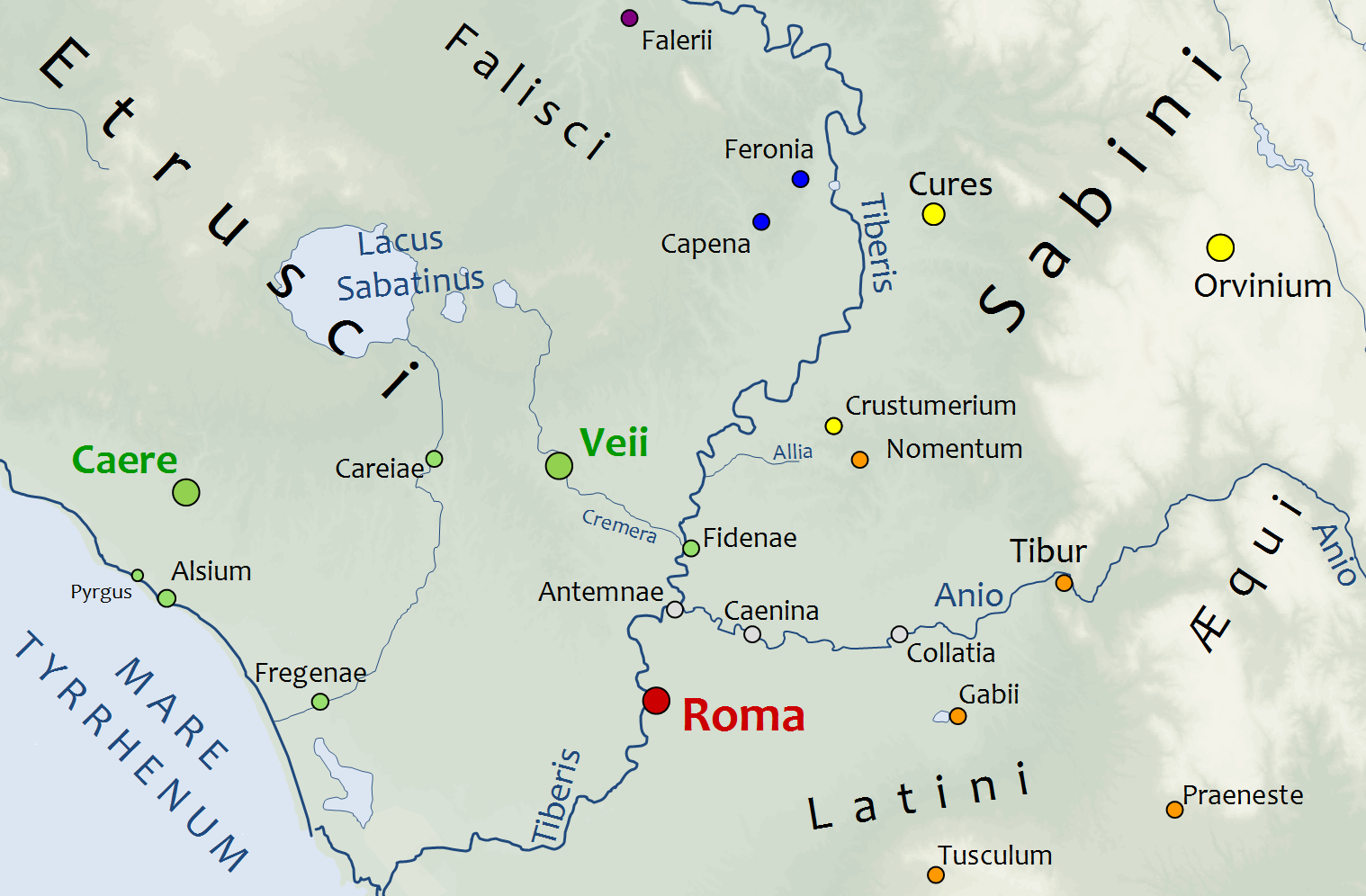
Nomentum et les cités de la ligue latine en orange.

Au Ve siècle av. J.-C., la cité fait probablement partie de la ligue latine organisée autour du sanctuaire d'Ariccia. En 435 av. J.-C., Servilius Priscus Fidenas remporte aux environs de cette ville sur les Véiens et les Fidénates une victoire qui lui ouvre les portes de Fidènes. Rome ne considérant plus à cette période Nomentum comme une menace depuis la conquête de Crustumerium.
Nomentum fait partie de la ligue latine vaincue lors de la bataille du lac Régille. Elle est définitivement soumise par Rome en 338 av. J.-C. lors des guerres latines : elle devient alors un municipe romain.
Auguste l'inclut dans la Région IV Sabina et Samnium. Son économie se base sur la production de vin et la présence d'une station thermale dénommée Aquae Labanae.
Atticus, l'ami de Cicéron, Sénèque et Martial y possèdent une villa. Pline l'Ancien et Martial ont loué la fertilité de ses environs.

### Moyen Âge
Un évêché y est mentionné en 408 dans une lettre écrite par le pape Innocent Ier. Puis en 593, la ville est incorporée au diocèse de Cures (it).
Elle est brièvement occupée par les Lombards en 741, et les habitants se déplacent sur un nouveau site plus aisément fortifiable, Mentana.
Le 23 novembre 800, c'est à Nomentum/Mentana que le pape Léon III accueille Charlemagne, un mois avant le couronnement impérial.
En 984, le diocèse fusionne avec celui de Forum Novum.

## Description
Les archéologues évaluent la superficie entre 10 ha et 40 ha.
Les habitants de la cité de Nomentum devait commercer avec les populations étrusques situées de l'autre côté du Tibre. Un port semble avoir été construit à Fonte di Papa, pour transporter les marchandises vers le centre de Nomentum via une route traversant la Valle Ricca le long du Rio della Casetta.

## Archéologie
Des recherches archéologiques menées à Romitorio di Casali, près de Mentana, par Lorenzo Quilici ont permis d'identifier en 1967 des vestiges antiques. Ils sont étudiés en 1976 par Corrado Pala qui travaille pour Institut de topographie ancienne de l'université La Sapienza de Rome.
Sur la colline de Montedoro, des vestiges de murs défensifs en tuf du IVe siècle av. J.-C. ont été découverts. L'emplacement du forum n'a pas été découvert.
Le long de la via Nomentana, devant le parc Trentani (it), des murs en opus latericium sont retrouvés, probablement liés à des commerces.

### Nécropole

Localisation des tombes au sud-ouest de Nomentum/Mentana.

Une nécropole comportant neuf tombes et divers matériaux a également été découverte. Les tombes se situent dans cinq localités : Quarto della Conca, La
Selvotta, Capo Le Macchie, Selva Cavalieri et dans la localité de Casali, le long de la Via Nomentana. Des objets en céramique de même nature ont également été retrouvés dans la nécropole de Crustumerium, à quelques kilomètres de Nomentum. La majorité des objets découverts sont d'influence étrusque.
La première tombe ne comporte qu'une petite amphore datée de Latium III et se situe à Quarto della Conca.
La deuxième tombe est découverte en 1948 et permet de mettre au jour des fibules en fer, des amphores en céramique et des points de flèches en fer. Tous ces matériaux sont datés du VIIe siècle av. J.-C.. Des particuliers détiennent encore illégalement des matériaux.
La troisième tombe est mise au jour à Casali di Mentana. Des aryballes en argile, des œnochoés en céramique de bucchero, des kylikès également en céramique de bucchero et divers fragments de céramique sont déterrés. Tous les éléments découverts sont possédés illégalement par un propriétaire privé. Des éléments semblables sont découverts sur les sites archéologiques de Crustumerium et de Fidènes.
La tombe n°4 est mis au jour le long de la via Nomentana à l'occasion de travaux de construction en 1965. Elle contient des aryballes en argile et des amphores en céramique à anses.
La tombe n°5 est identifiée dans les années 1920 lors de travaux pour l'implantation d'un vignoble. Les objets découverts (bol en argile, amphore en céramique, des œnochoés, des tasses et un fragment de calice en céramique) sont exposés au musée national de préhistoire et d'ethnographie Luigi-Pigorini.
La tombe n°6 est une fosse funéraire, découverte en 1921 près de la tombe n°5, datée de la seconde moitié du VIIe siècle av. J.-C. contenant un squelette couché sur un lit de galets et divers matériaux en céramique (anse d'une coupe, fragments de deux anses, tasse blanche, fragment d'un fond plat, coupe) et des fragments d'un calice.
Les tombes n°7 et n°8 se situent à Quarto della Conca, au sud-est de Nomentum, dont l'une comporte une voûte en berceau avec deux arcs au fond.
La tombe n°9 est une construction souterraine localisée à Casali di Mentana, au pied du Monte d’Oro. Elle possède une forme rectangulaire avec les dimensions de 3,4 m pour la longueur sur 2,34 m pour la largeur, peut être pour y enterrer l'une des personnalités de la cité. Une partie d'un couloir d'accès (soit 0,5 m) est dégagée.

## Annexe

#### Fonds ancien
- Denys d'Halicarnasse, Antiquités romaines.
- Martial, Épigrammes (lire sur Wikisource).
- Tite-Live, Histoire romaine (lire sur Wikisource).